# اجاکس (یوتا)
اجاکس، اتاه (به انگلیسی: Ajax, Utah) یک شهر متروکه در ایالات متحده آمریکا است که در یوتا واقع شده‌است.